# Eishockeyclub Arosa
L'Eishockeyclub Arosa (abbreviato EHC Arosa) è una squadra di hockey su ghiaccio svizzera, fondata nel 1924 con sede ad Arosa, nel Canton Grigioni. Attualmente la squadra milita nella terza serie del campionato svizzero, la 1. Lega. Nella sua storia la squadra ha vinto nove campionati svizzeri.

## Cronologia
- 1924-1929: ?
- 1929-1932: 1º livello
- 1932-1933: ?
- 1933-1936: 1º livello
- 1933-1937: ?

## Pista
L'impianto di gioco dell'Arosa è l'Eissporthalle Obersee, che ha una capienza di 2'200 posti.

## Palmarès

### National League A
9 vittorie
- 1951, 1952, 1953, 1954, 1955, 1956, 1957, 1980, 1982.